# Gilbert Roland

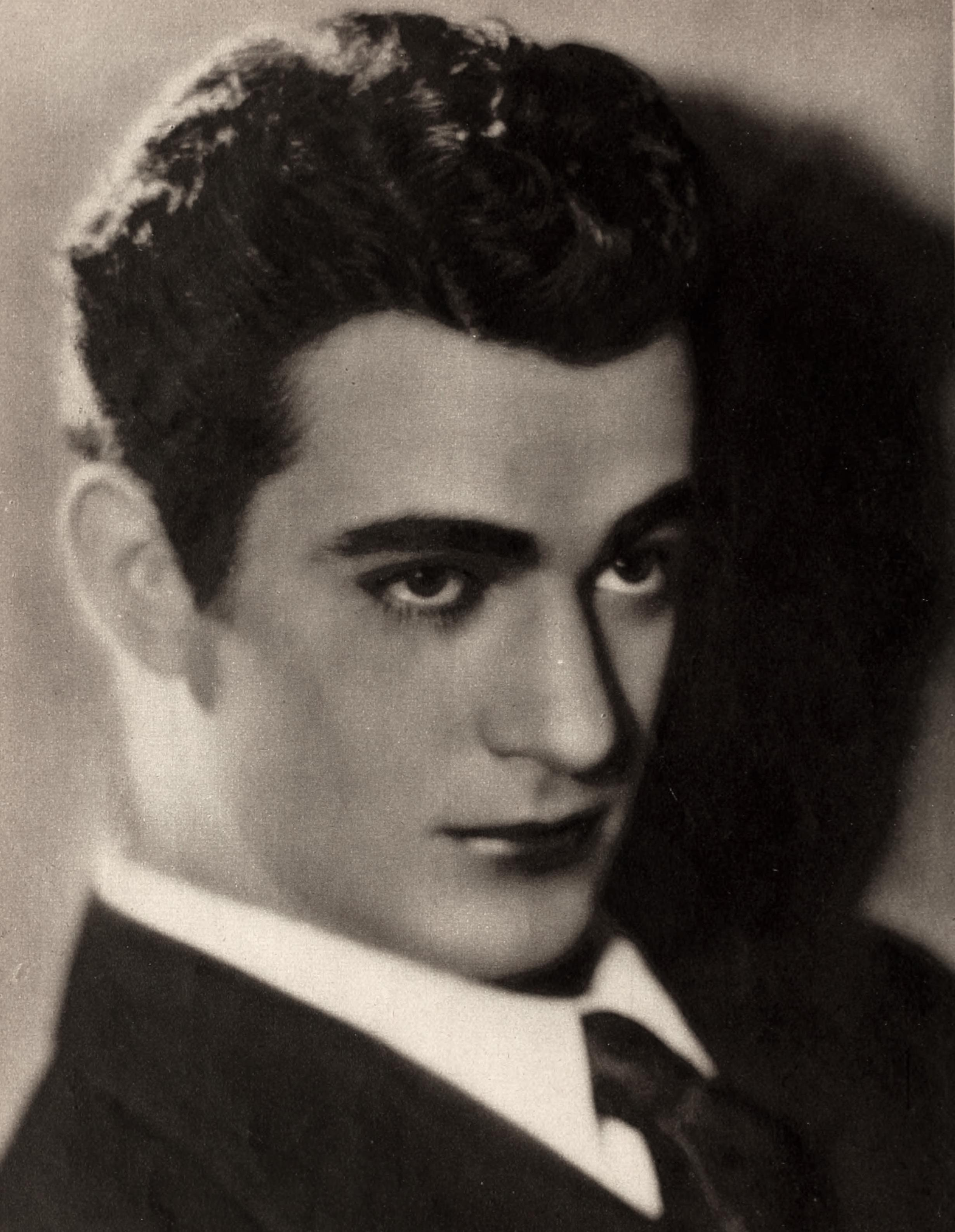
Gilbert Roland (1927)

Gilbert Roland, eigentlich Luis Antonio Dámaso de Alonso, (* 11. Dezember 1905 in Ciudad Juárez, Mexiko; † 15. Mai 1994 in Beverly Hills, Kalifornien, USA) war ein US-amerikanischer Filmschauspieler.

## Leben
Über seinen Geburtsort gibt es einige Unstimmigkeiten, da sein Vater, der spanische Stierkämpfer Francisco Alonso „Paquiro II“, gegenüber der Presse erklärte, sein Sohn sei in Bilbao geboren und besitze die spanische Staatsangehörigkeit. Andere Quellen sagen, dass er in Ciudad Juárez, Chihuahua, Mexiko, geboren wurde. Zunächst wollte er wie sein Vater und Großvater väterlicherseits Stierkämpfer werden. Er siedelte mit seiner Familie während der mexikanischen Revolution 1911 in die Vereinigten Staaten über. Seine ersten schauspielerischen Erfahrungen machte Roland mit 13 Jahren, die Schule besuchte er indes nur wenige Jahre. Er war seit frühester Jugend filmbegeistert; nach ersten Jobs als Zeitungsjunge und Rancharbeiter machte er sich auf den Rat des Schauspielers Chris-Pin Martin auf den Weg nach Hollywood. Dort schlug er sich als Statist und in kleineren Anstellungen (etwa als Fanpost-Beantworter von Antonio Moreno) durch, ehe die Filmstudios auf den gutaussehenden jungen Mann aufmerksam wurden. Er wählte seinen Künstlernamen in Anlehnung an seine Lieblingsstars Ruth Roland und John Gilbert. Seine erste im Abspann erwähnte Rolle erhielt er 1925 in The Plastic Age an der Seite von Clara Bow.
Schnell wurde er aufgrund seiner athletischen Fähigkeiten und seines südländischen Aussehens, einer Mischung aus Macho-Image und romantischen Zügen, zu einem Hauptdarsteller in abenteuerlichen Stummfilmen und erreichte den Höhepunkt seiner Karriere. In einer Verfilmung des Romans Die Kameliendame verkörperte er 1926 den Armand an der Seite von Norma Talmadge. Er und Talmadge begannen eine Affäre, sie war jedoch mit dem Filmproduzenten Joseph Schenck verheiratet. Schenck lehnte eine Scheidung ab und Rolands Auseinandersetzung mit dem mächtigen Produzenten beschädigte seine Karriere. Der Übergang zum Tonfilm am Ende der 1920er-Jahre gelang ihm, wenngleich er sich nunmehr in größeren Produktionen oftmals mit Nebenrollen begnügen musste. Unter anderem spielte er den Liebhaber von Mae Wests Hauptfigur in der Komödie Sie tat ihm unrecht (1933) und einen spanischen Kapitän an der Seite von Errol Flynn im Abenteuerfilm Der Herr der sieben Meere (1940). Mehrfach gab er den mexikanische Banditen in B-Filmen.
Während des Zweiten Weltkrieges diente er im Army Air Corps und nahm nach seiner Rückkehr nach Hollywood die Karriere wieder auf. Mitte der 1940er-Jahre trat er als Westernheld Cisco Kid in einer sechsteiligen Filmserie auf. Seine Karriere erlebte in der Nachkriegszeit einen zweiten Frühling, als er für Rollen in Filmen wie John Hustons Wir waren uns fremd zusehends auch von Kritikern als seriöser Charakterdarsteller wahrgenommen wurde. Er wurde zweimal für den Golden Globe Award als Bester Nebendarsteller nominiert: 1953 für seine selbstironische Darstellung eines Latin-Lover-Filmstars in Vincente Minnellis Drama Stadt der Illusionen über die Filmindustrie in Hollywood, und 1965 für seinen Auftritt als Indianerhäuptling in John Fords Western Cheyenne. Gegen Ende der 1960er-Jahre wirkte Roland an mehreren Italowestern mit. Seit den 1950er-Jahren absolvierte er auch Gastauftritte in Fernsehserien, darunter Bonanza, Rauchende Colts, Ein Sheriff in New York, Kung Fu und Hart aber herzlich. 1982 beendete er seine Karriere 77-jährig mit einem Auftritt im Western Barbarosa neben Willie Nelson und Gary Busey. Seine lange Karriere umfasst mehr als 140 Film- und Fernsehproduktionen.
Roland heiratete 1941 mit der Schauspielerin Constance Bennett seine erste Frau. Aus dieser 1946 geschiedenen Ehe stammen zwei Kinder. Später war er von 1954 bis zu seinem Tod mit Guillermina Cantu verheiratet. Er starb im Mai 1994 im Alter von 88 Jahren in seinem Haus in Beverly Hills an einer Krebserkrankung. Ein Stern auf dem Hollywood Walk of Fame in der Kategorie Film erinnert an Roland.

## Filmografie (Auswahl)
- 1925: The Plastic Age
- 1925: Das Herz des Stierkämpfers (The Spaniard)
- 1925: Die Frau, die gelogen hat (The Lady Who Lied)
- 1926: Die Kameliendame (Camille)
- 1927: The Dove
- 1928: Die Stunde der Entscheidung (The Woman Disputed)
- 1929: Das Recht des Stärkeren (La Possession)
- 1932: Call Her Savage
- 1932: Wer andern keine Liebe gönnt (The Passionate Plumber)
- 1933: Sie tat ihm unrecht (She Done Him Wrong)
- 1935: Nummer X wird deportiert (Mystery Woman)
- 1935: Der Mann, den niemand sah (Ladies Love Danger)
- 1935: La Fiesta de Santa Barbara (Kurzfilm)
- 1937: Mitternachts-Taxe (Midnight Taxi)
- 1937: Der letzte Zug aus Madrid (The Last Train from Madrid)
- 1940: Der Herr der sieben Meere (The Sea Hawk)
- 1942: Isle of Missing Men
- 1945: Unter schwarzer Flagge (Captain Kidd)
- 1946: Prinzessin der Unterwelt (Beauty and the Bandit)
- 1947: Eine brennende Liebe (The Other Love)
- 1947: Die Piraten von Monterey (Pirates of Monterey)
- 1947: Der Rächer von Monterey (Robin Hood of Monterey)
- 1948: Abenteuer im Wilden Westen (The Dude Goes West)
- 1948: Wir waren uns fremd (We Were Strangers)
- 1949: Malaya
- 1950: Rebellen der schwarzen Berge (The Torch)
- 1950: Hexenkessel (Crisis)
- 1950: Die Farm der Besessenen (The Furies)
- 1951: Frauenraub in Marokko (Ten Tall Men)
- 1951: Das Zeichen des Verräters (Mark of the Renegade)
- 1951: Bullfighter and the Lady
- 1952: Die Heilige von Fatima (The Miracle of Our Lady of Fatima)
- 1952: Stadt der Illusionen (The Bad and the Beautiful)
- 1953: Das Höllenriff (Beneath the 12-Mile Reef)
- 1953: Der blaue Stein des Maharadscha (The Diamond Queen)
- 1953: Die Todesbucht von Louisiana (Thunder Bay)
- 1954: Die goldene Galeere (Underwater!)
- 1954: Der Favorit (The Racers)
- 1954: Die lockende Venus (The French Line)
- 1955: Die Dame des Königs (That Lady)
- 1955: Heißer Atem (The Treasure of Pancho Villa) – Regie: George Sherman
- 1956: Granaten-Joe (Bandido)
- 1956: In 80 Tagen um die Welt (Around the World in Eighty Days)
- 1956: Rivalen ohne Gnade (Three Violent People)
- 1957: Der Tod war schneller (The Midnight Story)
- 1958: Kampf auf Leben und Tod (The Last of the Fast Guns)
- 1959: Morgen bist du dran (The Wild and the Innocent)
- 1959: Die Welt der Sensationen (The Big Circus)
- 1960: Er kam, sah und siegte (Guns of the Timberland)
- 1961: Der Rebell von Palawan (Samar)
- 1964: Cheyenne (Cheyenne Autumn)
- 1964: Sieben reiten in die Hölle (The Reward)
- 1964,1967: Auf der Flucht (The Fugitive) (Fernsehserie, 2 Episoden)
- 1965: Bonanza (Fernsehserie, Folge The Lonely Runner)
- 1966: Mohn ist auch eine Blume (The Poppy Is Also a Flower)
- 1967: Leg ihn um, Django (Vado... l'ammazzo e torno)
- 1967: Das Gold von Sam Cooper (Ognuno per se)
- 1968: Django – Die Totengräber warten schon (Quella sporca storia nel west)
- 1968: Für ein paar Leichen mehr (Sonora)
- 1968: Anche nel West c’era una volta Dio
- 1973: Die Ungezähmten (Running Wild)
- 1974: Barnaby Jones (Fernsehserie, Folge 2x20)
- 1976: Inseln im Strom (Islands in the Stream)
- 1977: Die schwarze Perle (The Black Pearl)
- 1980: Der Schatz von Caboblanco (Caboblanco)
- 1980: Hart aber herzlich (Hart to Hart) (Fernsehserie, Folge Der betrogene Betrüger)
- 1982: Die Ballade vom Banditen Barbarosa (Barbarosa)